# Amerigeddon
Amerigeddon è un film del 2016 diretto da Mike Norris.

## Trama
Un terribile avvertimento su quello che potrebbe essere il futuro dell'umanità si ha quando un'organizzazione terroristica internazionale, allineata con le Nazioni Unite, disabilita l'intera rete elettrica degli Stati Uniti e istituisce la legge marziale. A salvare l'intera nazione è una famiglia di Patrioti, armata di grande capacità di resistenza.